# Jens Kristensen
Jens Kristian Kristensen, född 6 april 1951 i Sollefteå, är en svensk musiker.

## Karriär
Kristensen växte upp i Väja-Dynäs med sin bror, sin svenska mor och norske far. Efter uppväxten flyttade han till Iggesund. Han började tidigt med musik och när han var sex år, spelade han på Gunde Johanssons gitarr. 1973 startade han bandet Iggesundsgänget tillsammans med Janne Krantz och Nisse Damberg.
Kristensen studerade till lärare vid Högskolan i Gävle. Innan Kristensen blev medlem av Östen med Resten 1985, spelade han revyer och arbetade som lärare.